# Gioakim Nguyễn Bá Luật
Gioakim Nguyễn Bá Luật (1903-1951) là một linh mục thuộc Giáo hội Công giáo Rôma. Ông nguyên là thành viên của Ủy ban Hành Chánh Kháng chiến Nam Bộ. Ông bị thực dân Pháp bắn chết trên đường đi làm công tác mục vụ vào năm 1951 và được Nhà nước Việt Nam truy phong là liệt sĩ.

## Cuộc đời
Nguyễn Bá Luật sinh năm 1903 tại Thủ Thừa, Long An . Ông lãnh tác vụ linh mục ngày 21 tháng 6 năm 1929 tại Sài Gòn và sau đó đảm nhiệm chức vụ chánh sứ Huyện Sỹ. Linh mục Luật tham gia kháng chiến chống Pháp. Cha ông cũng tham gia Việt Minh là làm tới chức Tuyên úy Vệ Quốc Quân tại Khu 7.
Ngày 27 tháng 11 năm 1951, Linh mục Luật đang ở trong vùng chiến khu, trong một lần ông đi làm phép cưới cho một đôi tân hôn thì bị bị lính Pháp phục kích vây bắn và hy sinh . Ông được nhà nước Việt Nam Dân chủ Cộng hòa truy phong danh hiệu liệt sĩ.

## Vinh danh
Chủ tịch Hồ Chí Minh đã ký sắc lệnh 32/SL ngày 25 tháng 4 năm 1949 tặng thưởng huân chương Độc lập hạng nhì cho ông.
Tên ông được đặt cho một con đường tại phường Bình Thọ, thành phố Thủ Đức, Thành phố Hồ Chí Minh.